# Józef Rogulski

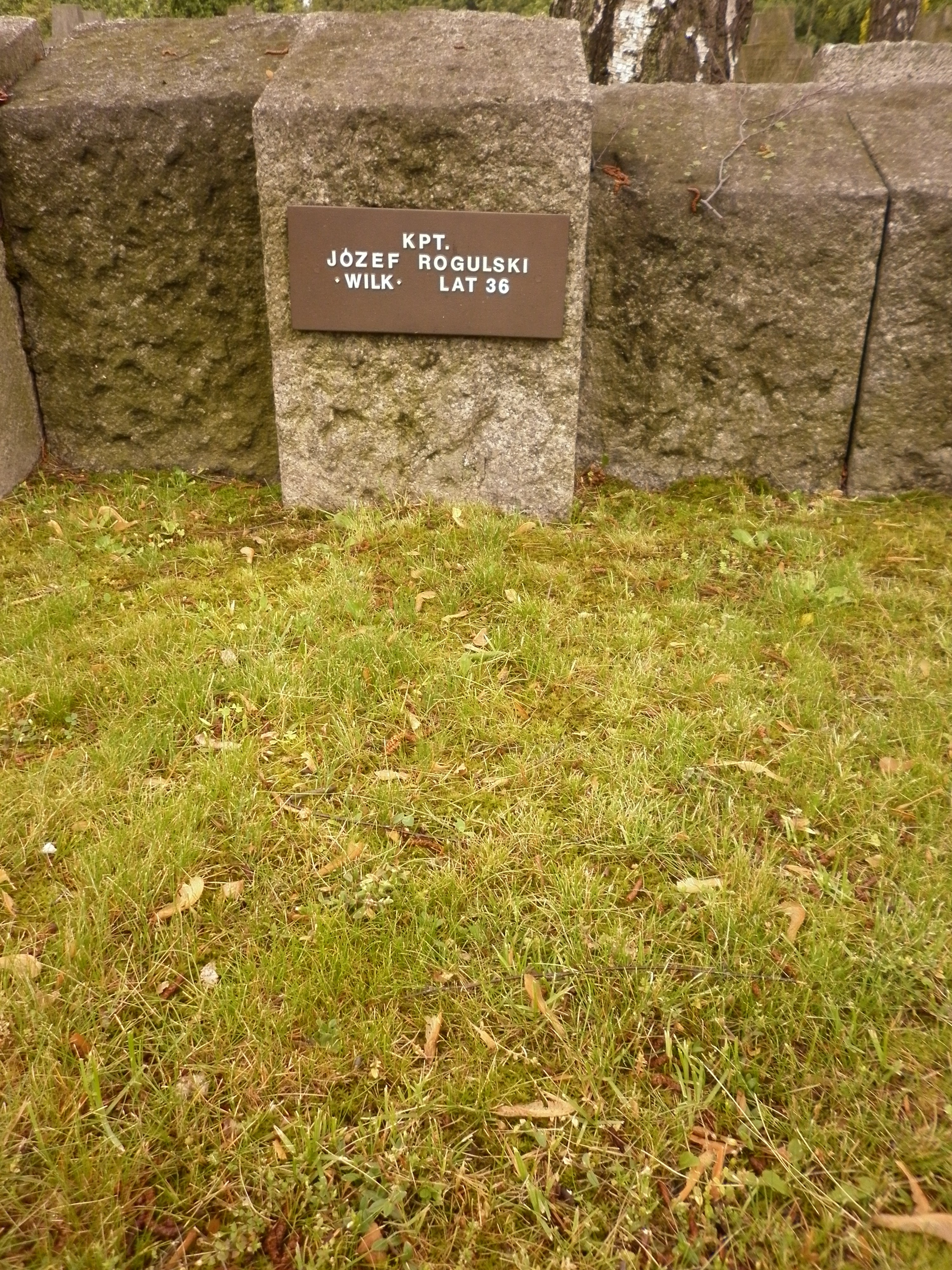
Grób Józefa Rogulskiego

Józef Rogulski pseud. „Wilk” (ur. 14 stycznia 1907 w Radzicach, zm. 30 sierpnia 1943 pod Brzostowem) – uczestnik II wojny światowej, dowódca oddziału partyzanckiego Gwardii Ludowej.

## Życiorys
Urodził się w rodzinie chłopskiej, był synem Jana Rogulskiego i Marianny ze Zdrojewskich. W okresie międzywojennym pełnił służbę wojskową w 1 pułku szwoleżerów w Warszawie. W 1939 roku uczestniczył w walkach obronnych w czasie agresji niemieckiej na Polskę. Po zakończeniu działań bojowych wrócił do domu, następnie pracował w fabryce Gerlacha w Drzewicy. 
Od marca 1942 członek Komitetu Dzielnicowego (KD) PPR w Drzewicy i komendant miejscowego garnizonu GL. W sierpniu 1943 został mianowany przez Hilarego Chełchowskiego dowódcą 8-osobowego oddziału partyzanckiego GL działającego w okolicach Grójca (dotychczas dowodzonego przez Franciszka Ciastka „Owijacza”). „Wilk” działał początkowo w Okręgu Warszawa-Lewa Podmiejska w okolicach Rawy i Grójca. Wkrótce przeniósł się w okolice Opoczna i opanował na kilka godzin Drzewicę, rozbrajając granatową policję, niszcząc urząd gminny i uwalniając z aresztu 15 chłopów. 5 września 1943 Dowództwo Główne GL udzieliło mu pochwały i awansowało na oficera. 27 września 1942 „Wilk” zdobył broń na posterunku Luftwaffe koło Przysuchy. 
Atakował gminne posterunki policji, niemieckie samochody i mniejsze niemieckie oddziały oraz przeprowadzał akcje na kolei, m.in. niszcząc urządzenia sygnalizacyjne i wykolejając pociągi. 9 lutego 1943 został ciężko ranny w wielkiej obławie niemieckiej (300 żołnierzy) w lasach w okolicach Gielniowa, a 8 jego żołnierzy zginęło. 
Niemcy wyznaczyli 100 tys. nagrody za jego schwytanie. Zginął w walce z niemiecką żandarmerią w pobliżu Rawy Mazowieckiej. 31 grudnia 1945 został pośmiertnie awansowany na kapitana i odznaczony Orderem Krzyża Grunwaldu III klasy. 19 maja 1946 został pochowany na Cmentarzu Wojskowym na Powązkach (kwatera B6-8-30).

## Ordery i odznaczenia
- Order Krzyża Grunwaldu (pośmiertnie[3])

## Upamiętnienie
W okresie Polski Ludowej jego imię nosiły szkoły w Skłobach i w Nowym Mieście nad Pilicą.